# 山田賢一
山田 賢一（やまだ けんいち、1958年（昭和33年）9月25日 - ）は、日本の政治家。福井県越前市長（1期）。福井県副知事を務めた。

## 来歴
1958年（昭和33年）、福井県今立町（現・越前市）赤坂町で生まれる。1977年（昭和52年）3月、福井県立藤島高等学校卒業。1983年（昭和58年）3月、京都大学法学部を卒業、4月、福井県庁に入る。佐々木康男元あわら市長は高校及び県庁の1年先輩にあたる。
2007年（平成19年）5月、福井県総合政策部政策推進課長。2009年（平成21年）4月、福井県観光営業部ブランド営業課長。2010年（平成22年）4月、福井県観光営業部企画幹。2012年（平成24年）4月、福井県産業労働部長。2015年（平成27年）5月、福井県総合政策部長。2017年（平成29年）4月、福井県総務部長。
2017年（平成29年）7月 石塚博英の後任として福井県副知事となり2019年（令和元年）7月まで務めた。同年8月から福井県立大学理事長を務めた。同年9月からゲンキー取締役（監査等委員）を務めた。
2021年（令和3年）7月に福井県立大学理事長を退任。10月17日に行われた越前市長選挙に立候補し、現職の奈良俊幸らを破って初当選した。同年福井県並行在来線準備取締役に就任。

## 不祥事
2022年1月19日、公職選挙法違反（買収約束）の疑いで山田の運動員の男が逮捕された。2021年10月執行の越前市長選挙告示前の9月25日、越前市内で山田の車上運動員の50代女性に対し、車上運動員の日当として市選挙管理委員会が規定する上限の1日1万5千円を上回る報酬を与えると約束した疑い。また、この50代女性と共謀し9月下旬ごろから10月上旬ごろまでの間に、車上運動員の女性複数人にも同様の約束をした疑い。10月4日、福井地方裁判所は運動員の男に対し罰金40万円を言い渡した。